# Republiken Hawaii
Republiken Hawaii var en republik på Hawaii under perioden 4 juli 1894-12 augusti 1898, som efterträdde Hawaiis provisoriska regering. Honolulu var huvudstad, och hawaiiansk dollar var valuta. Staten styrdes av representanter för flera etniciteter, både vita och infödda.
Staten upphörde 1898 då USA annekterade området och upprättade Hawaiiterritoriet.